# Un año de conciertos
Un Año de Conciertos é um vídeo do cantor mexicano Luis Miguel. Foi gravado em 1989, durante vários shows do cantor pelo México, após o lançamento do álbum Busca una Mujer. Vide o nome, o vídeo resume um ano de apresentações do cantor. Contêm 80 minutos somente com os shows e outros 5 minutos com entrevistas que o cantor fez especialmente para o vídeo.

## Repertório
1. "Introdução"
2. "Soy Como Quiero Ser"
3. "Sunny"
4. "Yesterday"
5. "Es Mejor"
6. "Culpable o No"
7. "Ahora Te Puedes Marchar"
8. "Pupilas de Gato"
9. "Soy un Perdedor"
10. "Cucurrucucu Paloma"
11. "La Incondicional"
12. "Perdóname"
13. "Yo Que No Vivo Sin Ti"
14. "Isabel"
15. "Separados"
16. "Por Favor Señora"
17. "Un Hombre Busca una Mujer"
18. "Entrégate"
19. "Palabra de Honor"
20. "Cuando Calienta el Sol"